# Kirche Seen

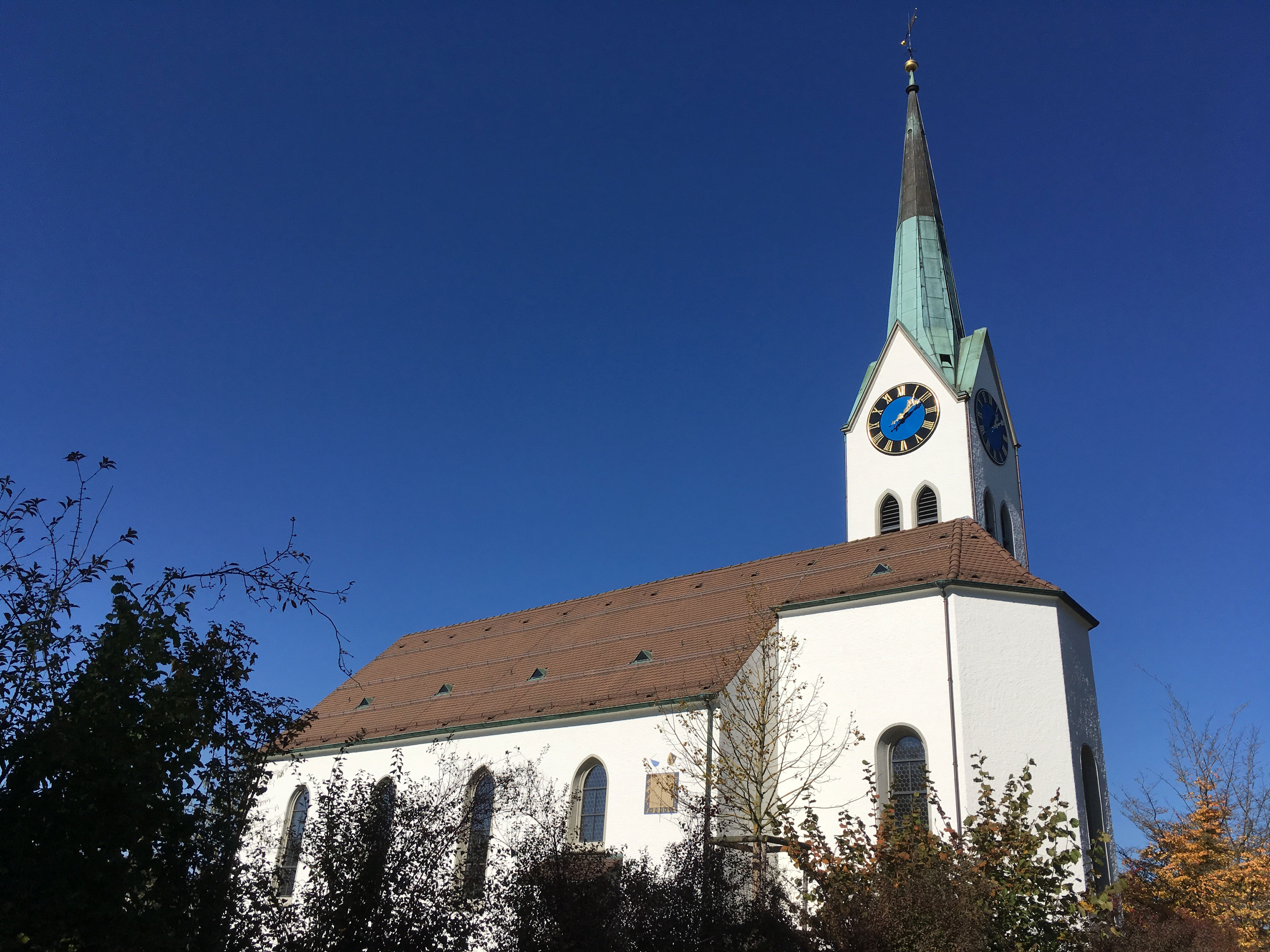

Die Kirche Seen ist die reformierte Kirche in Winterthur-Seen. Sie steht auf einem Hügel entlang der Tösstalstrasse.

## Geschichte
Die Kirche Seen wurde in den Jahren 1647/1649 erbaut und 1649 eingeweiht. Die Dorfbevölkerung von Seen war zuvor der Pfarrei von Oberwinterthur zugeteilt war.
Der 27 Meter hohe Kirchturm erhielt im 1649 ein Käsbissendach, welches 1893 zu einem Spitzhelm umgewandelt wurde. Der Turm beinhaltet seit 1958 sechs Glocken der Giesserei Rüetschi aus Aarau.

## Orgel
Die aktuelle Orgel wurde 1977 von Orgelbau Mathis aus Näfels gebaut. Es handelt sich um ein mechanisches Schleifladen-Instrument mit 23 Registern auf zwei Manualen und Pedal. Die Orgel steht auf der Westempore und ersetzt eine Vorgängerorgel von Kuhn aus dem Jahr 1904.
| I Hauptwerk C–g3 |        |
| Pommer           | 16′    |
| Principal        | 08′    |
| Rohrgedackt      | 08′    |
| Octave           | 04′    |
| Spitzflöte       | 04′    |
| Quinte           | 2 ⁄3′  |
| Octave           | 02′    |
| Terz             | 1 3⁄5′ |
| Mixtur           | 1 ⁄3′  |
| Trompete         | 08′    |

| II Schwellwerk C–g3 |       |
| Holzgedackt         | 8′    |
| Salicet             | 8′    |
| Principal           | 4′    |
| Rohrflöte           | 4′    |
| Nasard              | 2 ⁄3′ |
| Octave              | 2′    |
| Scharf              | 1′    |
| Dulcian             | 8′    |
| Tremulant           |       |

| Pedal C–f1 |     |
| Subbass    | 16′ |
| Principal  | 08′ |
| Octave     | 04′ |
| Fagott     | 16′ |
| Zinke      | 08′ |